# Walter Gierisch
Walter Gierisch (* 13. Februar 1890 in Kamenz als Julius Oswald Walther Gierisch; † 10. Mai 1941 in Dresden) war ein deutscher Forstwissenschaftler und Hochschullehrer.

## Leben und Wirken
Gierisch war der Sohn des Kaufmanns Julius Bruno Gierisch und dessen Ehefrau Sara Elisabeth geb. Schmollig. Nach dem Abitur, das er im Wettiner Gymnasium in Dresden abgelegt hatte, studierte und promovierte er zum Dr. phil. Er spezialisierte sich auf Holz- und Zellstoffchemie. Gierisch arbeitete seit dem 1. Dezember 1922 am Chemischen Institut der Forstlichen Hochschule Tharandt und wurde nach seiner Habilitation 1925 Privatdozent. Als solcher bot er u. a. Experimentalvorlesungen bzw. Repetitorien über anorganische Chemie an. 1931 wurde er außerordentlicher Professor am Institut für Pflanzenchemie und Holzforschung an dieser Hochschule in Tharandt, die als V. Abteilung zur Technischen Hochschule Dresden gehörte.
Er war bis zu seinem Tod außerdem Mitinhaber der Firma Julius Gierisch, Granitwerke.
Seine Trauerfeier fand am 13. Mai 1941 in der Kirche St. Just im Kamenz statt.

## Schriften (Auswahl)
- Beiträge zur Kolloidchemie der Zellulose. In: Kolloid-Zeitschrift 1923, S. 129 ff.
- Beiträge zur Pentosanbestimmung im Holz In: Cellulosechemie 6 (1925), Teil I, S. 61–74, Teil II S. 81–93.
- Die Zellstoffgewinnung mit Hilfe des Chlors und ihre Anwendung auf tropische Hölzer. In: Tropenpflanzer 30 (1927), Heft 12, S. 467–472.
- Das Institut für Pflanzenchemie und Holzforschung Dresden-Tharandt. In: Wochenblatt für Papierfabrikation 62 (1931), S. 8 ff.
- Die chemische Natur des Lignitis (Tharandter Forstliches Jahrbuch, 4), 1933.